# 絲棘龍占
絲棘龍占（学名：[Lethrinus genivittatus] 错误：{{Lang}}：文本有斜体标记（帮助）），又名長棘裸頰鯛、龍尖，为龍占魚科裸頰鯛屬下的一个种。

## 扩展阅读
- 維基物種上的相關：絲棘龍占